# Gamblers Anonymous
Gamblers Anonymous (GA) is een internationale gemeenschap van mensen met een gokverslaving. GA werd in 1957 door Jim W. opgericht in de Verenigde Staten naar voorbeeld van de Anonieme Alcoholisten.
Leden komen regelmatig samen om hun "ervaringen, kracht en hoop" te delen, zodat ze elkaar kunnen helpen om de problemen die dwangmatig gokken in hun leven heeft gecreëerd op te lossen, en om anderen te helpen herstellen van de verslaving aan dwangmatig gokken. De enige vereiste voor lidmaatschap is de wens om te stoppen met gokken, zoals vermeld in het GA comboboek pagina 2.